# Cordell Bank National Marine Sanctuary

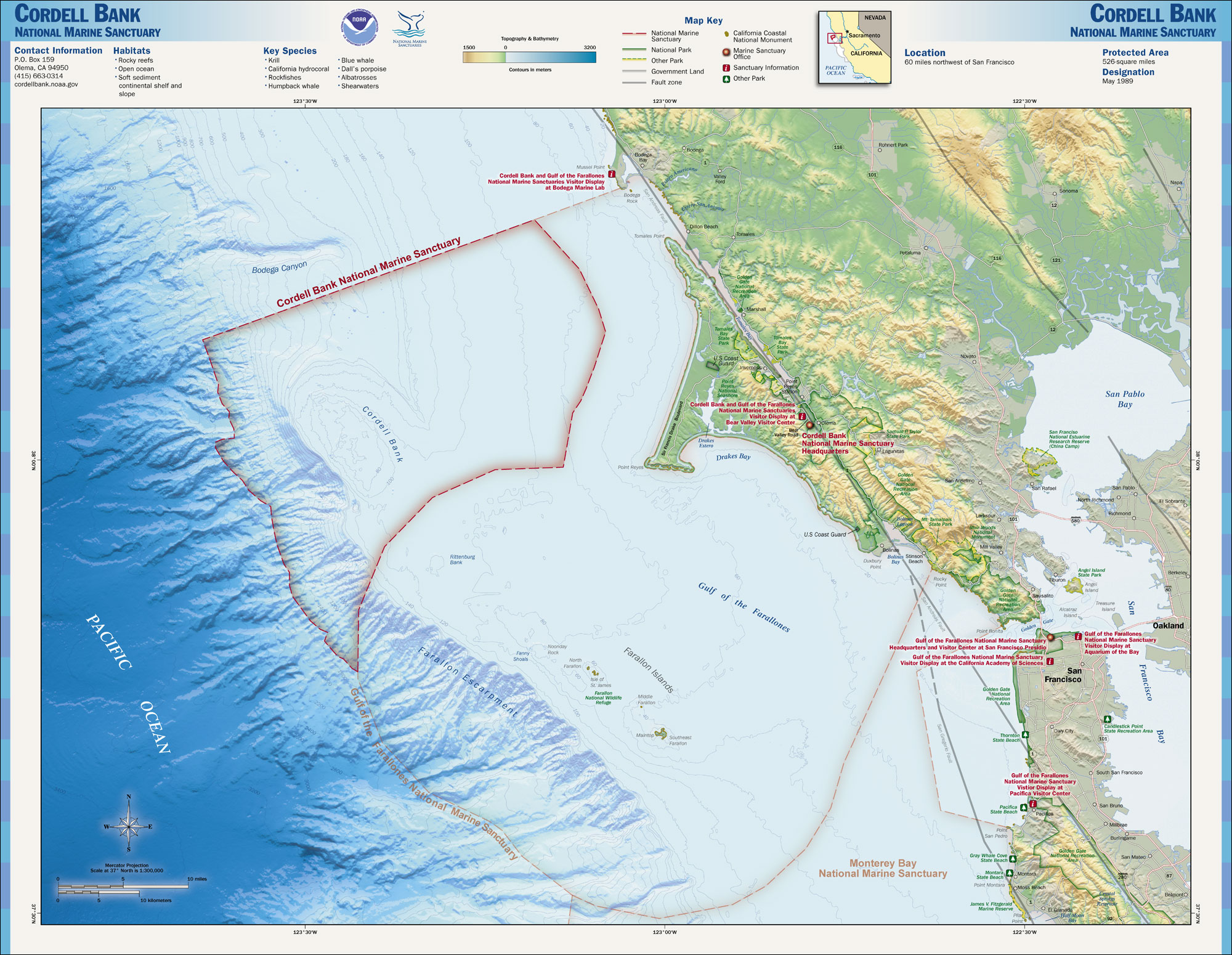
Karte des Cordell Bank-Schutzgebietes

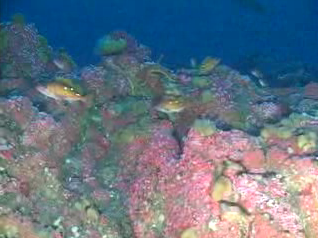
Cordell Bank – Rosa-Drachenköpfe (Sebastes rosaceus) und Kalifornische Korallenanemonen (Corynactis californica) in einer Tiefe von 55,5 m

Das Cordell Bank National Marine Sanctuary ist eines der 13 National Marine Sanctuaries in den Vereinigten Staaten, die ozeanische Ökosysteme in den USA beschützen und bewahren. Cordell Bank ist ein Seamount ungefähr 80 km nordwestlich von San Francisco, wo der Ozeanboden bis auf eine Wassertiefe von 37 m ansteigt. Der Seamount wurde 1853 vom U.S. Coast Survey entdeckt und wurde nach Edward Cordell, der das Gebiet 1869 völlig vermaß, benannt. Es wurde von Robert Schmieder, der eine Monografie darüber 1991 veröffentlichte, von 1978 bis 1986 umfassend erforscht und beschrieben. Es ist als Schutzgebiet seit 1989 ausgewiesen. Das Schutzgebiet umfasst eine Meeresfläche von 1.347 km².
Der Seamount ist größtenteils aus Granit zusammengesetzt und war vor 93 Millionen Jahren Teil der Sierra Nevada-Berge. Die Pazifische Platte scherte nach Nordwesten und bewegte dabei den Seamount an seine heutige Stelle. Die Kontinentaldrift bewegt den Seamount ca. 9 cm pro Jahr. Während des jüngsten Gletscherwachstums vor 15.000 bis 20.000 Jahren war Cordell Bank vielleicht eine Insel, als der Meeresspiegel 110 Meter tiefer lag. 
 Dieser untypische Berg wird von drei Seiten von Wasser umgeben, das das Fließen von nährstoffreichem Tiefenwasser über verhältnismäßig seichtes Wasser mit genügend Licht für Photosynthese gestattet. Die Zentralküste von Kalifornien mit dem Gebiet um die Cordell Bank ist eine der größten Auftriebsregionen im Pazifik. Das Ergebnis ist, dass Cordell Bank ein ungewöhnlich biologisch produktives Gebiet ist, das für große und verschiedene Populationen von Meereslebewesen (auch Seevögel und Meeressäuger) verantwortlich ist.
Das Wasser im Schutzgebiet unterstützt Seevögel von den nahegelegenen Farallon Islands und vom Point Reyes, sowie Zugvögel aus Australien, Neuseeland und Hawaii. Mehrere Arten des Albatrosse sind bei der häufig besuchten Cordell Bank bekannt, am meisten der Schwarzfußalbatros. Sechsundzwanzig verschiedene Arten von Meeressäugern (z. B. Buckelwale, Blauwale und Stellersche Seelöwen) leben im Schutzgebiet. Der späte Sommer ist die beste Zeit, um wandernde Wale, die das reichliche Nahrungsangebot der Bank nutzen, zu sehen. Lederschildkröten leben auch im Wasser des Schutzgebietes.
Die Regularien des Schutzgebietes verbieten die Förderung von fossilen Rohstoffen wie Erdöl und Erdgas, das Entfernen von benthalen Organismen (bspw. durch Tiefseebohrungen), das Entladen von Abfällen und das Zerstören dieses Naturdenkmals. Freizeit-Tauchen wird im Schutzgebiet wegen der Tiefe und den Strömungen nicht empfohlen.
Zukunft: Ein Gesetz (H. R. 5352) wurde vor Kurzem dem Kongress von der Repräsentantin Lynn Woolsey vorgeschlagen, in dem es um die Vergrößerung des Cordell Bank National Marine Sanctuary und des Gulf of the Farallones National Marine Sanctuary um 2.833 km² ging.